# Диспропорциониране
Диспропорционирането или дисмутиране е специфичен тип окислително-редукционна химична реакция (ОРП). При диспропорциониране една частица (атом или йон) играе ролята едновременно, както на окислител така и на редуктор. Т.е. частицата в различни молекули извършва едновременно, както процес на редукция, така и процес на окисление. Така при едни от молекулите участващи в химичната реакция нашата частица повишава степента си на окисление (нарича се редуктор и се извършва процес на окисление), а в други молекули частицата намалява своята с.о. (нарича се окислител и се извършва процес на редукция).
Реакциите на диспропорциониране са възможни само при такива вещества, в молекулата на които се съдържат атоми с променлива степен на окисление и в даденото съединение тяхната степен на окисление е междинна.

## Примери
Типични примери за ОРП тип диспропорциониране са процесите на взаимодействие на халогени (хлор и бром) или азотен диоксид с вода. При тях и окислител и редуктор са едни и същи частици.

### Взаимодействие на халогени с вода
Cl2 + HOH → HCl + HOCl
При взаимодействие на хлор с вода се получава смес от солна и хипохлориста киселина. При електронния баланс се вижда, че хлорът изпълнява ролята както на редуктор (и отдава електрони – окисление), така и на окислител (приема електрони – редукция).
Хипохлористата киселина е нестабилна и се разлага допълнително до солна и отделя атомен кислород. Отделеният атомен кислород е много реактивоспособен и има окислително действие, на което се дължи и избелващият му ефект (аналогично на белината).

### Взаимодействие на NO2с вода
2NO2 + HOH → HNO2 + HNO3

### Реакция на Stanislao Cannizzaro
Виж цялата страница за реакцията на Каницаро 
В алкохолен разтвор, под действие на концентрирана алкална основа алдехиди, които нямат нито една C-H връзка H- на α-място (спрямо алдехидната група) се превръщат в съответните алкохол и киселина. При това карбонилният C-атом едновременно понижава и повишава степента си на окисление. Тя е едновременно реакция на редукция и окисление на веществото. Приложима е само за алдехиди като НСНО, С6Н5СНО, и (R)3CCHO. Каницарова реакция дават и други мастни алдехиди, но при действието на ензими при меки биохимични условия. Според механизма, предложен от L. Р. Hammett киселината се образува чрез нуклеофилно присъединяване на ОН- към карбонилната група и след това отделяне на хидриден анион, :Н-